# Osttimoresisch-papua-neuguineische Beziehungen
Die Staaten Osttimor und Papua-Neuguinea unterhalten freundschaftliche Beziehungen.

## Geschichte

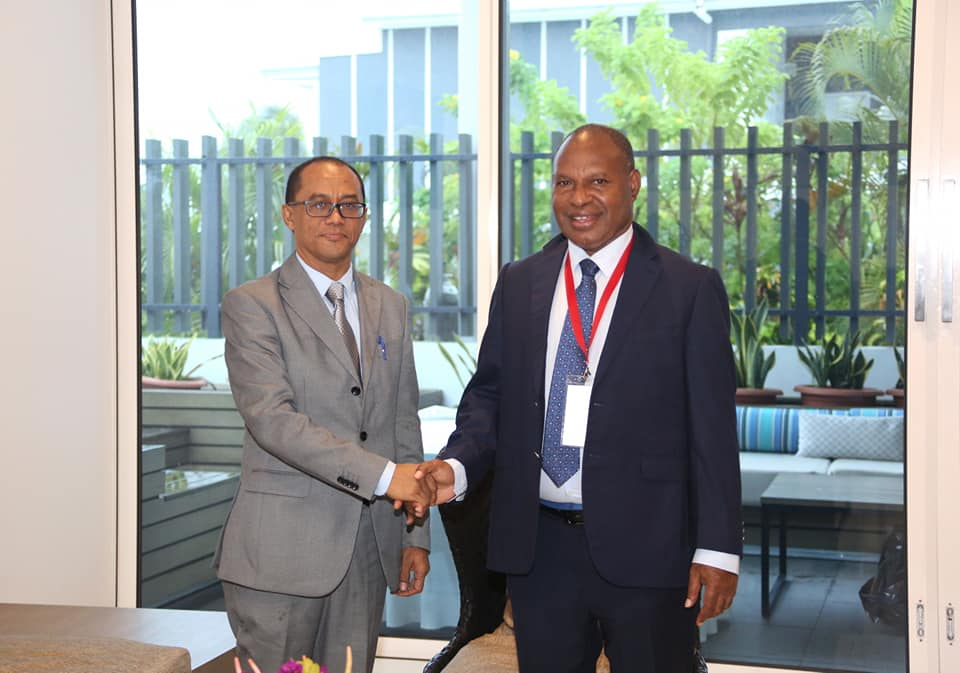
Die Minister Dionísio Babo und Richard Maru (2019)

Osttimor und Papua-Neuguinea nahmen am 22. Juli 2002, am Ende einer Konferenz der AKP-Gruppe in Fidschi, diplomatische Beziehungen auf.
Osttimor ist zwar Teil Asiens, hat aber auch Ethnien, die Papuasprachen sprechen, weshalb es auch Beziehungen zur melanesischen und pazifischen Welt pflegt. Als Beobachter nahm Osttimor am dritten Gipfel der AKP-Staaten im Juli 2002 und seit August 2002 an den jährlichen Treffen der Staats- und Regierungschefs des Pacific Islands Forum teil. 2016 trat das Land dem Pacific Islands Development Forum bei. Seit 2010 hat Osttimor Beobachterstatus bei der Melanesian Spearhead Group.
Osttimor und Papua-Neuguinea sind beide Mitglied der g7+-Staaten, in denen Osttimor eine Führungsrolle innehat.
2019 besuchte Richard Maru, Papua-Neuguineas Minister of Nationale Planungen und Monitoring Osttimor.

## Diplomatie
Papua-Neuguineas Botschafter im indonesischen Jakarta ist auch für Osttimor zuständig.
Osttimor wird in Port Moresby von seinem Honorarkonsul Chris Durman vertreten.

## Wirtschaft
Für 2018 gibt das Statistische Amt Osttimors keine Handelsbeziehungen zwischen Osttimor und Papua-Neuguinea an.